# Коммунист (фильм)
«Коммунист» — советский драматический фильм, снятый в 1957 году режиссёром Юлием Райзманом, один из классических фильмов советского кинематографа. История о рядовом коммунисте, который искренне верит в дело коммунистической партии, живёт коммунистическими идеалами и умирает за них совсем молодым.

## Сюжет
После ранения в Гражданской войне Василий Губанов, убежденный коммунист, прибывает в деревню Загора, где разворачивается строительство электростанции по плану ГОЭЛРО. В первый же день он находит приют в доме крестьянина спекулянта Фёдора Фокина, который согласен предоставить ночлег лишь в обмен на сахар. По вечерам в доме Фокина собирается компания, враждебно настроенная к новой власти и строительству.
Партийная организация поручает Губанову возглавить склад. До него складом заправлял бывший священник Яков Иванович, занимавшийся хищением стройматериалов и взяточничеством в виде самогона. Василий изгоняет Якова, наживая себе опасного врага.
Остро нуждаясь в гвоздях для строительства, Василий отправляется в Москву. После безуспешных поисков по городу он попадает в Кремль, на прием к Ленину. Вождь договаривается с товарищем Варейкисом об обеспечении Губанова гвоздями. В дальнейшем Василий успешно добивается поставок олифы и кирпича.
Фёдор Фокин, тем временем, занимается исключительно личными интересами, спекулируя продуктами. За кусок сала он готов обобрать ближнего до последней рубашки.
В отсутствие Фёдора его жена Анюта влюбляется в Василия. Вернувшись, Фёдор жестоко избивает Анюту. Узнав об этом, Василий забирает Анюту из дома мужа. Вскоре у них рождается сын.
На строительстве начинаются проблемы с поставками хлеба. Партийная организация отправляет Василия встречать эшелон с мукой, задержавшийся в пути. Оказывается, у паровоза закончилось топливо. Василий призывает паровозную бригаду нарубить дрова, но те отказываются. Тогда он в одиночку начинает рубить деревья. Вскоре паровозники присоединяются к работе, и эшелон отправляется в Загору.
Недалеко от стройки враги поджигают поселок строителей, нападают на эшелон и грабят его. Василий вступает в бой с бандитами и погибает от предательского выстрела в спину. Василия хоронят как героя, а бандитов ждет суд.
Ленин узнает о пожаре и гибели Губанова. В заключительном монологе он говорит, что война не обходится без жертв, но они не напрасны, если люди верят в советскую власть

## Роли
| Актёр             | Роль              |
| ----------------- | ----------------- |
| Евгений Урбанский | Василий Губанов   |
| Софья Павлова     | Анюта Фокина      |
| Борис Смирнов     | Ленин             |
| Евгений Шутов     | Фёдор Фокин       |
| Сергей Яковлев    | Денис Иванович    |
| Валентин Зубков   | Степан            |
| Виктор Колпаков   | поп-расстрига     |
| Владимир Адлеров  | Зимний            |
| Иван Каширин      | машинист паровоза |
| Аркадий Смирнов   | Храмченко         |
| Леонид Енгибаров  | эпизод            |
| Степан Борисов    | член парткома     |

## Съёмочная группа
- Директор картины — Юзеф (Зусман) Рогозовский
- Автор сценария — Евгений Габрилович
- Режиссёр-постановщик — Юлий Райзман
- Операторы — Иоланда Чен, Александр Шеленков
- Композитор — Родион Щедрин
- Художник по костюмам — Валентин Перелётов

## Награды
- 1958 — МКФ в Венеции Почётный диплом — (Юлий Райзман)
- 1959 — ВКФ Первая премия по разделу художественных фильмов — (Юлий Райзман)[1]
- 1959 — ВКФ Первая премия за лучшую режиссёрскую работу — (Юлий Райзман)[1]
- 1959 — ВКФ Первая премия за исполнение мужской роли — (Евгений Урбанский)[1]

## Съёмки
Натурные съёмки проводились в городе Переславле-Залесском. Первоначально на роль Василия Губанова был приглашён Валентин Зубков, который в итоге сыграл противоположную роль — Степана. В 1967 году Юлий Райзман снял двухсерийный фильм «Твой современник», где главным героем является сын Василия Губанова.